# Thereianthus
Thereianthus é um género botânico pertencente à família Iridaceae.